# The 13th
The 13th è un brano musicale del gruppo rock inglese The Cure, pubblicato come singolo nel 1996.
Il brano, inserito nell'album Wild Mood Swings, è stato prodotto da Robert Smith e Steve Lyon.

## Tracce
Versione 1
1. The 13th (Swing radio mix)
2. It Used to Be Me
3. Adonais
4. Ocean

Versione 2
1. The 13th (Two Chord Cool mix) - 4:09
2. Ocean - 3:29
3. It Used to Be Me - 6:57
4. The 13th (Killer Bee mix) - 4:16

## Formazione
- Robert Smith - chitarra, voce
- Simon Gallup - basso
- Perry Bamonte - chitarra
- Roger O'Donnell - tastiere
- Jason Cooper - batteria